# 大阪市立大隅東小学校
大阪市立大隅東小学校（おおさかしりつ おおすみひがししょうがっこう）は、大阪府大阪市東淀川区にある公立小学校。
明治時代初期に開設された小学校を起源とする。かつては大阪市立大隅小学校の名称だったが、1980年に大隅東小学校・大隅西小学校の2校に分離している。同一校が2校に分離した歴史から、校歌は大隅西・大隅東の2校で同一のものを用いている。

## 沿革
1873年に西成郡第四区三番小学校として、西成郡大道村に設置された。大道小学校と称したのち、近隣の三宝寺小学校と江口小学校を合併し、地域の古称をとった乳牛牧（ちちうしまき）尋常小学校へと改称している。
1926年には大阪市大隅尋常小学校へと改称した。また1927年には東淀川区西大道町450番地（現在の大隅2丁目、大阪市立大隅西小学校敷地）へ移転した。
国民学校令により、1941年4月1日付で大阪市大隅国民学校へ改称した。太平洋戦争の戦局悪化により大阪市など大都市の国民学校児童に対して、1944年以降の学童疎開が指示された。縁故疎開に頼れない児童については学校単位での集団疎開が実施されることになり、疎開先の府県は各行政区ごとに指定された。東淀川区の国民学校には大阪府北摂方面が疎開先として割り当てられ、大隅国民学校の児童は三島郡の山間部・見山村（現在の茨木市見山地区）および清渓村（現在の茨木市清渓地区）へと疎開した。
1947年の学制改革により大阪市立大隅小学校と称した。地域は1950年代以降宅地化が進み、児童数が増加したために周辺で相次いで小学校が開校した。これに伴い校区を縮小している。
1958年には井高野地区に井高野分校を開設し、翌1959年に大阪市立井高野小学校として独立開校した。また井高野小学校分離直後の1959年には大桐地区に大桐分校を設置し、5年後の1964年に大阪市立大桐小学校として独立開校した。
1973年には現在地に移転している。また1973年には大阪市立豊新小学校の開校に伴い、従来の校区の一部を豊新小学校校区へ編入している。
児童数の増加により、1977年には移転前の旧学校敷地に分校を開設した。分校は1980年に大阪市立大隅西小学校として独立校となった。大隅西小学校開設と同時に、旧本校は大隅東小学校へと改称している。

### 年表
- 1873年 - 西成郡第四区三番小学校として創設。
- 1874年 - 第四番（三宝寺）小学校を分離。
- 1879年 - 大道小学校に改称。
- 1883年 - 三宝寺小学校と江口小学校を合併し、西成郡第五区公立乳牛牧小学校に改称。
- 1884年 - 小松小学校を合併。
- 1925年 - 大阪市への編入に伴い、大阪市乳牛牧尋常小学校に改称。
- 1926年 - 大阪市大隅尋常小学校に改称。
- 1927年 - 東淀川区西大道町450番地に移転。
- 1941年 - 大阪市大隅国民学校に改称。
- 1947年 - 大阪市立大隅小学校に改称。
- 1959年 - 大阪市立井高野小学校を分離。
- 1964年 - 大阪市立大桐小学校を分離。
- 1973年 - 現在地に移転。
- 1973年 - 従来の校区の一部を、新設の大阪市立豊新小学校校区へ分離編入。
- 1977年 - 移転前の敷地に分校を設置。
- 1980年 - 分校を大阪市立大隅西小学校として分離開校。同時に大阪市立大隅東小学校と改称。

## 通学区域
- 大阪市東淀川区 南江口1丁目の一部、南江口2丁目、瑞光4丁目の一部、瑞光5丁目、小松5丁目の一部。

卒業生は大阪市立瑞光中学校に進学する。

## 著名な卒業生
- 小嶋達也 - 元プロ野球選手
- 山本幸一 - 教育者,起業家,大学教員
- 福田幸之介-プロ野球選手、中日ドラゴンズ

## 交通
- 地下鉄今里筋線 瑞光四丁目駅下車、東へ約700m（徒歩約10分）。
- 大阪シティバス 江口君堂前バス停 東へ約200m。